# Stazione di Caprioli
La stazione di Caprioli era una fermata ferroviaria della linea Battipaglia-Reggio Calabria. Serviva il centro abitato di Caprioli.

## Movimento
L'offerta treni dell'orario ferroviario invernale del 1938 prevedeva la fermata di tre coppie di treni accelerati.
L'orario ferroviario estivo del 1980 prevedeva la fermata di cinque coppie di treni locali.
L'orario ferroviario invernale del 1990-1991 prevedeva la fermata di cinque coppie di treni locali.
L'orario ferroviario invernale del 1999-2000 prevedeva la fermata di due coppie di treni regionali, di cui una periodica.
Nel 2003 nessun treno aveva fermata a Caprioli.

## Curiosità
Al suo interno sono state girate alcune sequenze del film Vacanze d'estate di Ninì Grassia del 1985.